# Thelymitra viridis
Thelymitra viridis är en orkidéart som beskrevs av Jeffrey A. Jeanes. Thelymitra viridis ingår i släktet Thelymitra och familjen orkidéer.
Artens utbredningsområde är Tasmanien. Inga underarter finns listade i Catalogue of Life.